# Християнска социална народна партия
Християнската социална народна партия (на люксембургски: Chrëschtlech Sozial Vollekspartei; на френски: Parti populaire chrétien social; на немски: Christlich Soziale Volkspartei) е дясноцентристка християндемократическа политическа партия в Люксембург.
Създадена е през 1944 година като наследник на предвоенната Партия на десницата. Християнската социална народна партия, а преди това и Партията на десницата, получават най-голям брой гласове на всички парламентарни избори от 1919 година насам. От основаването на партията нейни представители оглавяват всички правителства, с изключение на периода 1974 – 1979 година.
На парламентарните избори през 2013 година Християнската социална народна партия получава 34% от гласовете и 23 от 60 места в парламента.